# Bethlehem (Nou Hampshire)
Bethlehem és una població dels Estats Units a l'estat de Nou Hampshire. Segons el cens del 2000 tenia 2.199 habitants.

## Demografia
Segons el cens del 2000, Bethlehem tenia 2.199 habitants, 924 habitatges, i 588 famílies. La densitat de població era de 9,3 habitants per km².
Dels 924 habitatges en un 31,7% hi vivien nens de menys de 18 anys, en un 51% hi vivien parelles casades, en un 9,1% dones solteres, i en un 36,3% no eren unitats familiars. En el 27,8% dels habitatges hi vivien persones soles el 7,9% de les quals corresponia a persones de 65 anys o més que vivien soles. El nombre mitjà de persones vivint en cada habitatge era de 2,35 i el nombre mitjà de persones que vivien en cada família era de 2,88.
Per edats la població es repartia de la següent manera: un 24,1% tenia menys de 18 anys, un 5,7% entre 18 i 24, un 31,5% entre 25 i 44, un 28% de 45 a 60 i un 10,7% 65 anys o més.
L'edat mediana era de 39 anys. Per cada 100 dones de 18 o més anys hi havia 102,3 homes.
La renda mediana per habitatge era de 35.547$ i la renda mediana per família de 48.333$. Els homes tenien una renda mediana de 30.133$ mentre que les dones 24.333$. La renda per capita de la població era de 20.155$. Entorn del 7,9% de les famílies i l'11,4% de la població estaven per davall del llindar de pobresa.